# 이펜하우스
이펜하우스는 서울주택도시공사의 아파트 브랜드명이자, 임대주택과 분양주택이 어우러진 단지의 명칭이다. 현재 양천구 신정동과 구로구 천왕동의 단지 명칭으로 쓰이고 있다
- 신정이펜하우스
- 천왕이펜하우스

## 같이 보기
- 신정이펜1로
- 신정이펜2로